# 258 TCN
258 trước công nguyên (TCN) là một năm trong lịch Julius.

## Sự kiện

### Theo vị trí

#### Ai Cập
- Ptolemaios II mất quyền kiểm soát vùng Cyrenaica.

- Erasistratus của Ceos lập trường thuốc tại Alexandria.
- Nhà nước Văn Lang đến hồi kết.